# Canon EOS 620

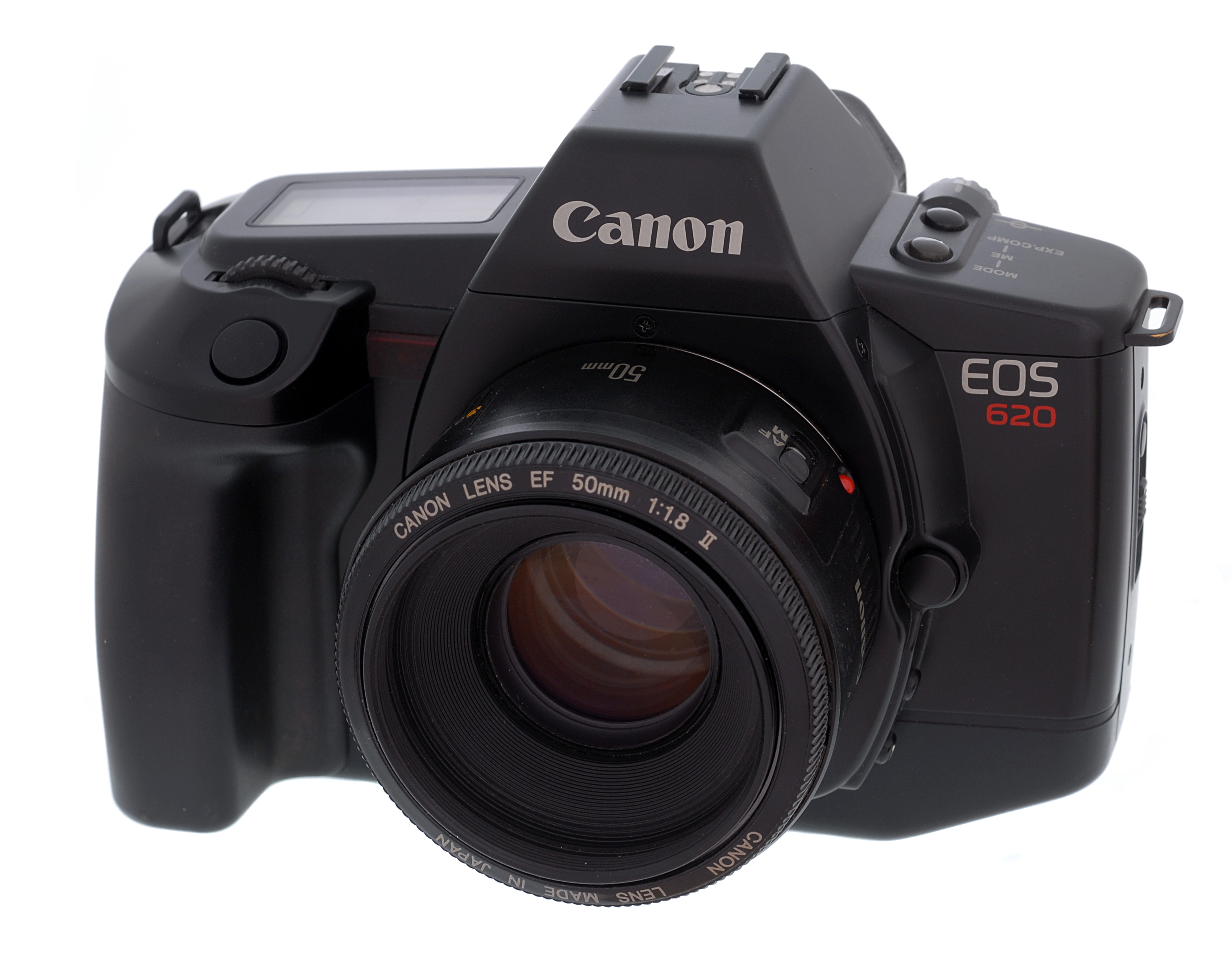
Canon EOS 620 von 1987

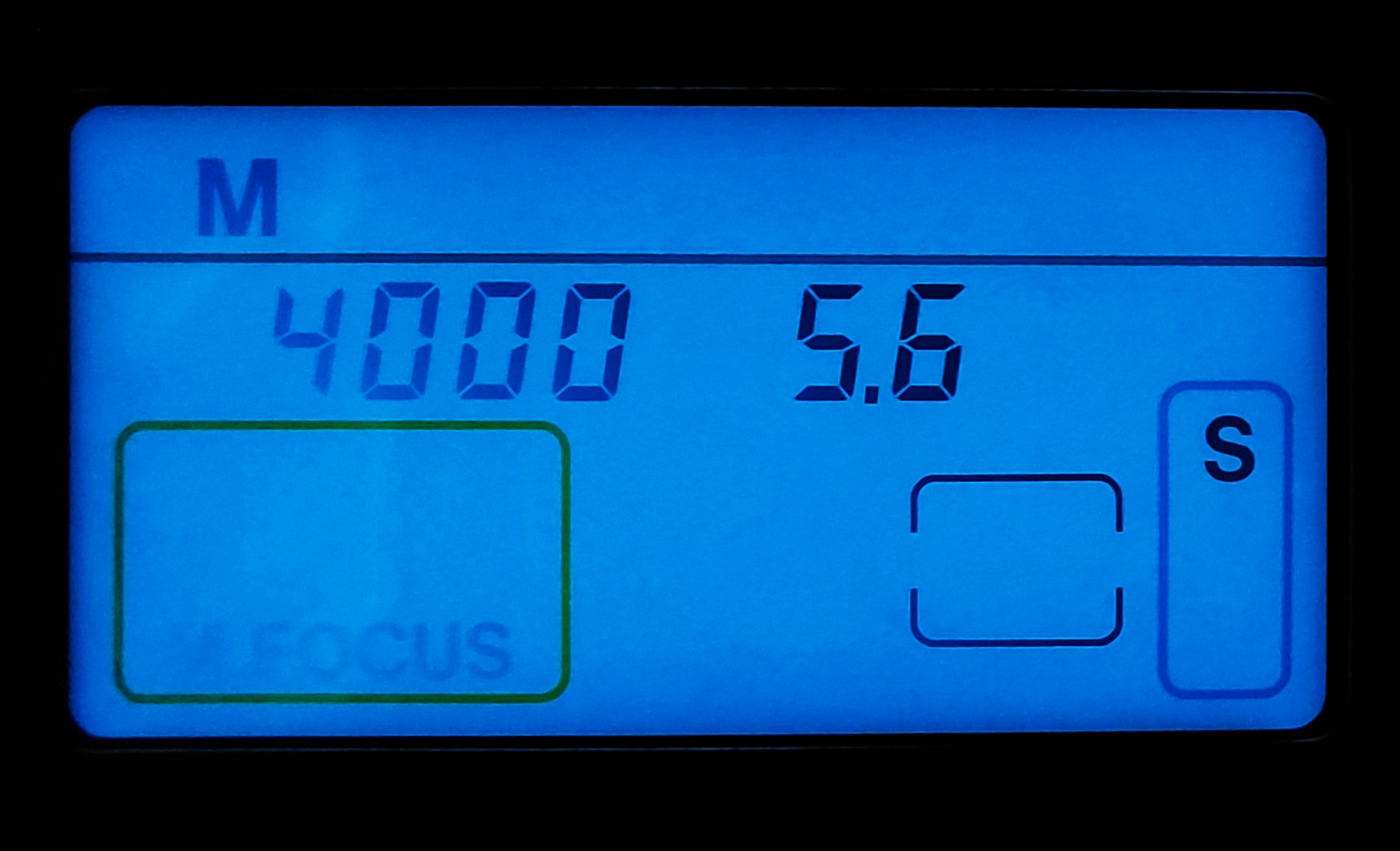
Das flächig beleuchtbare LCD-Anzeigefeld der Canon EOS 620. Die kürzeste Verschlusszeit von 1/4000 Sekunde ist eingestellt

Die Canon EOS 620 war eine 35-mm Kleinbild-Spiegelreflexkamera des japanischen Herstellers Canon, die im Mai 1987 auf den Markt kam. Sie war die zweite Analogkamera der EOS-Reihe und bot im Vergleich zu ihrem Vorgängermodell, der Canon EOS 650, einige Verbesserungen: allem voran der Schlitzverschluss, der jetzt eine kürzeste Belichtungszeit von 1/4000 Sekunde und eine Blitzsynchronzeit von 1/250 Sekunde bilden konnte. Außerdem war sie die erste Canon-Spiegelreflex mit einer shiftbaren Programmautomatik; d. h. die vom Programm vorgeschlagene Zeit-Blenden-Kombination konnte in Richtung größerer oder kleinerer Blendenzahlen beziehungsweise Richtung kürzerer oder längerer Verschlusszeiten verschoben werden, ohne dass sich der Belichtungswert änderte.  Zusätzliche Verbesserungen betrafen u. a. voreinstellbare Mehrfachbelichtungen, automatische Belichtungsreihen sowie eine zuschaltbare gleichmäßige Beleuchtung für das LCD-Anzeigefeld, die in dieser Form erstmals im Kamerabau eingesetzt und von der Firma Canon auch entsprechend beworben wurde.
Keine Änderungen hingegen gab es beim Filmtransport; hier blieb es bei drei Bildern pro Sekunde. Erst das knapp zwei Jahre später herausgebrachte Nachfolgemodell Canon EOS 600 erreichte bis zu fünf Bilder je Sekunde, hatte aber freilich wieder den langsameren Verschluss der EOS 650.